# إيه في إي الفئة 102
إيه في إي كلاس 102 (AVE Class 102) أو إس-102 (S-102)  هو قطار فائق السرعة (يلقب في اللغة الإسبانية بـ "Pato"، نظرًا لأنفه الذي يشبه منقار البط، يستخدم لخدمة (AVE) وتعمل في إسبانيا بواسطة شركة السكك الحديدية الحكومية شبكة السكك الحديدية الوطنية الإسبانية. خارج خدمة AVE ، تقوم تالغو بتسويق هذا القطار باسم تالقو 350.
أسفر إنتاج S-112 عن مزيد من إنتاج القطارات ذات الصلة الوثيقة، والتي تختلف في ترتيب المقاعد.

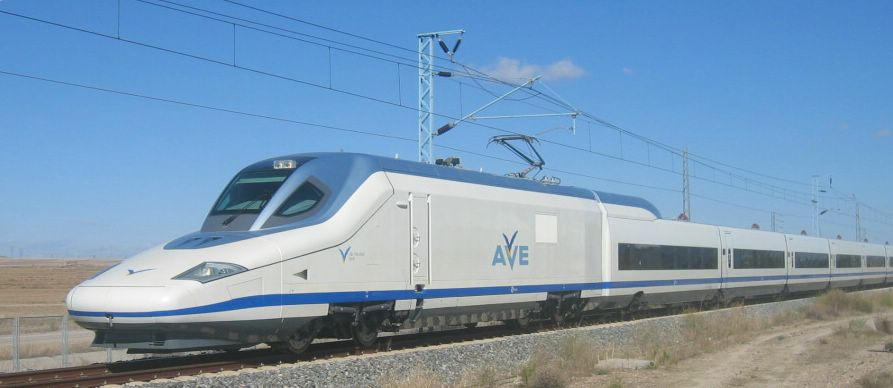
وحدة الطاقة مع "منقار"

## التصدير

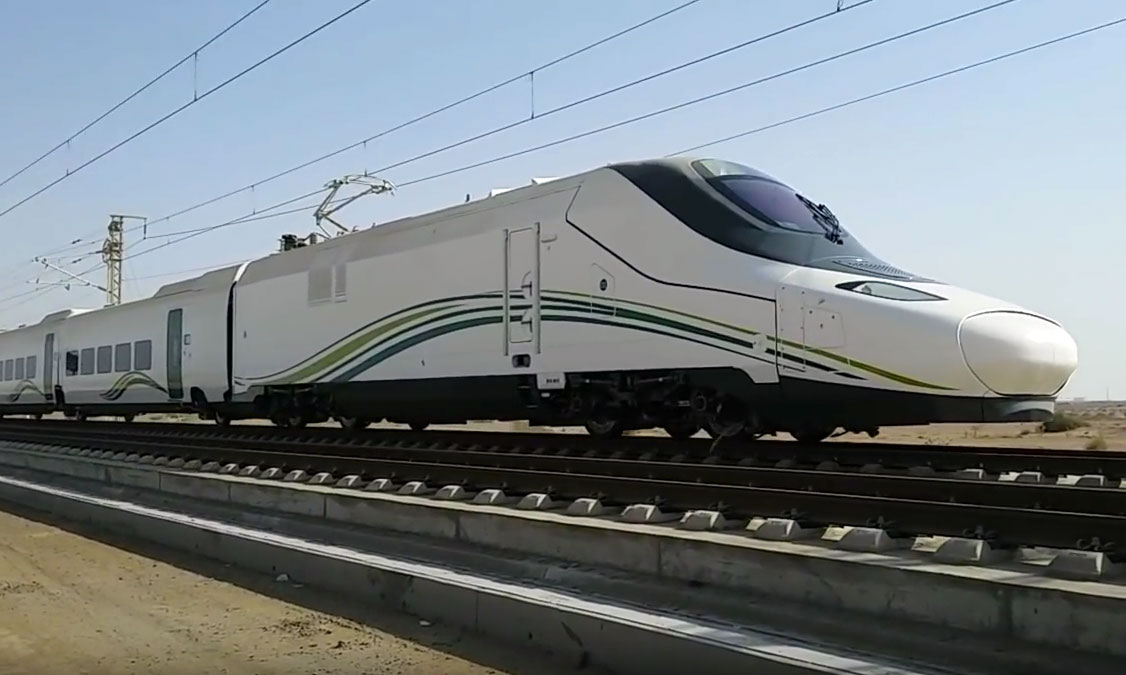
تالقو 350 المستخدم في قطار الحرمين السريع

يتم استخدام قطارات تالقو 350 (Talgo 350) المستندة على تصميم الفئة 102 (Class 102 ) على خط قطار الحرمين السريع عالي السرعة في السعودية بموجب عقد تم الإعلان عنه في أكتوبر 2011. تم تشغيل الخدمة عبر الإنترنت في سبتمبر 2018

## روابطلخارجية
- فيديو تالغو 350  YouTube